# Seznam bolgarskih letalskih asov druge svetovne vojne
Seznam bolgarskih letalskih asov druge svetovne vojne je urejen po številu letalskih zmag.
- Petar Angelov Botčev - 5
- Stojan Ilijev Stojanov - 5